# 센야 단층
센야 단층 (千屋断層)은 아키타현 미사토정 (구 센하타 정)에 위치한 역단층이다. 센보쿠 평야 동쪽의 오우산맥 기슭을 남북으로 지나는 단층으로, 요코테 분지 동연 단층대 (横手盆地東縁断層帯)의 일부이다. 1896년 8월 31일에 발생한 리쿠 지진으로 일부가 지표에 노출되었으나, 현재 노두는 풍화되어 거의 알아볼 수 없게 되었다. 1984년 3월 10일 아키타 현의 천연기념물로, 1995년 2월 14일에는 국가 천연기념물로 지정되었다. 리쿠 지진으로 단층의 동쪽이 350cm 상승하였다. 또한 오우산맥을 낀 이와테현에도 가와후네 단층 (서쪽이 200cm 상승)이 발견되었다.